# In10sity
In10sity è il decimo album dei Pink Cream 69. Celebra anche il 20º anno di carriera della band.

## Tracce
1. Children Of The Dawn
2. No Way Out
3. Crossfire
4. I'm Not Afraid
5. A New Religion
6. The Hour Of Freedom
7. Stop This Madness
8. Desert Land
9. Out Of This World
10. It's Just A State Of Mind
11. Wanna Hear You Rock
12. My Darkest Hour (*)
13. Last Train To Nowhere
14. Slave To What I Crave (**)

- * Bonus track per l'Europa
- ** Bonus track per il Giappone

## Formazione
- David Readman (voce)
- Alfred Koffler (chitarra)
- Dennis Ward (basso)
- Kosta Zafiriou (batteria)
- Uwe Reitenauer (chitarra)